# Kontrollstreifen

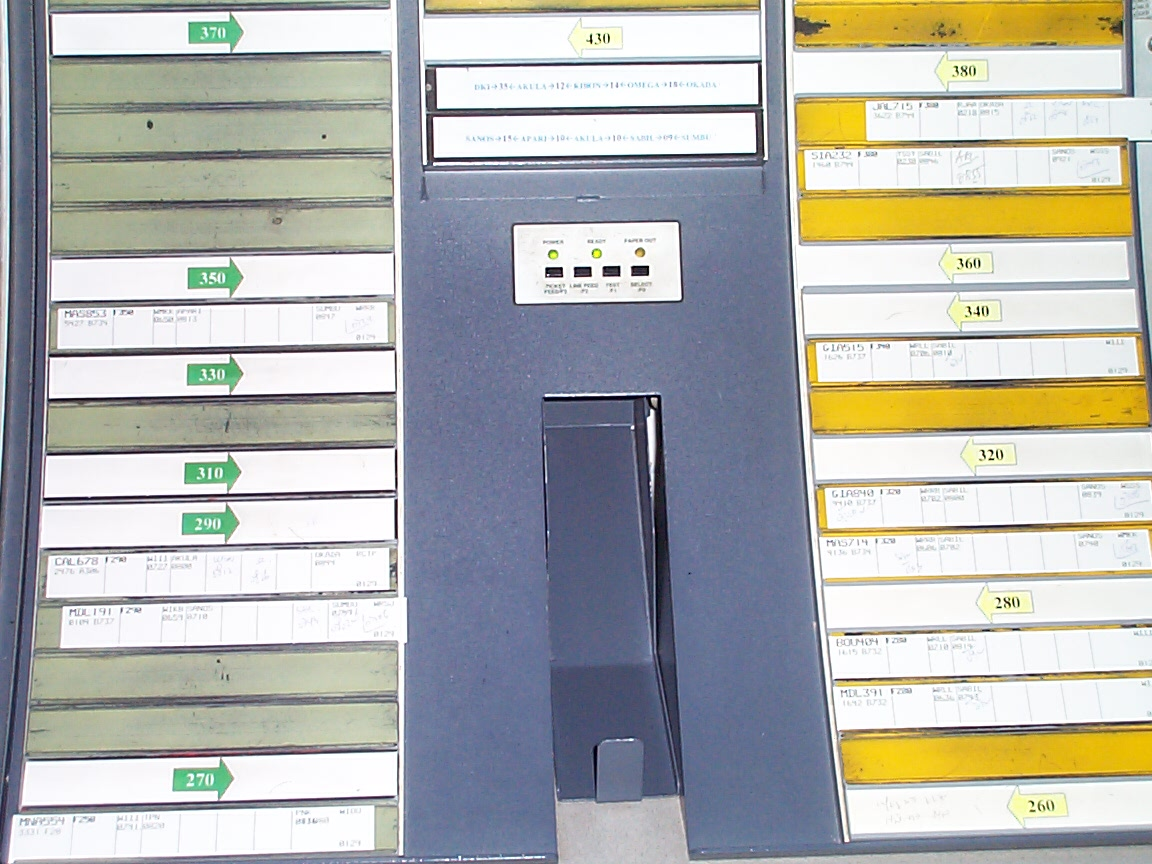
Kontrollstreifen am Arbeitsplatz eines Fluglotsen

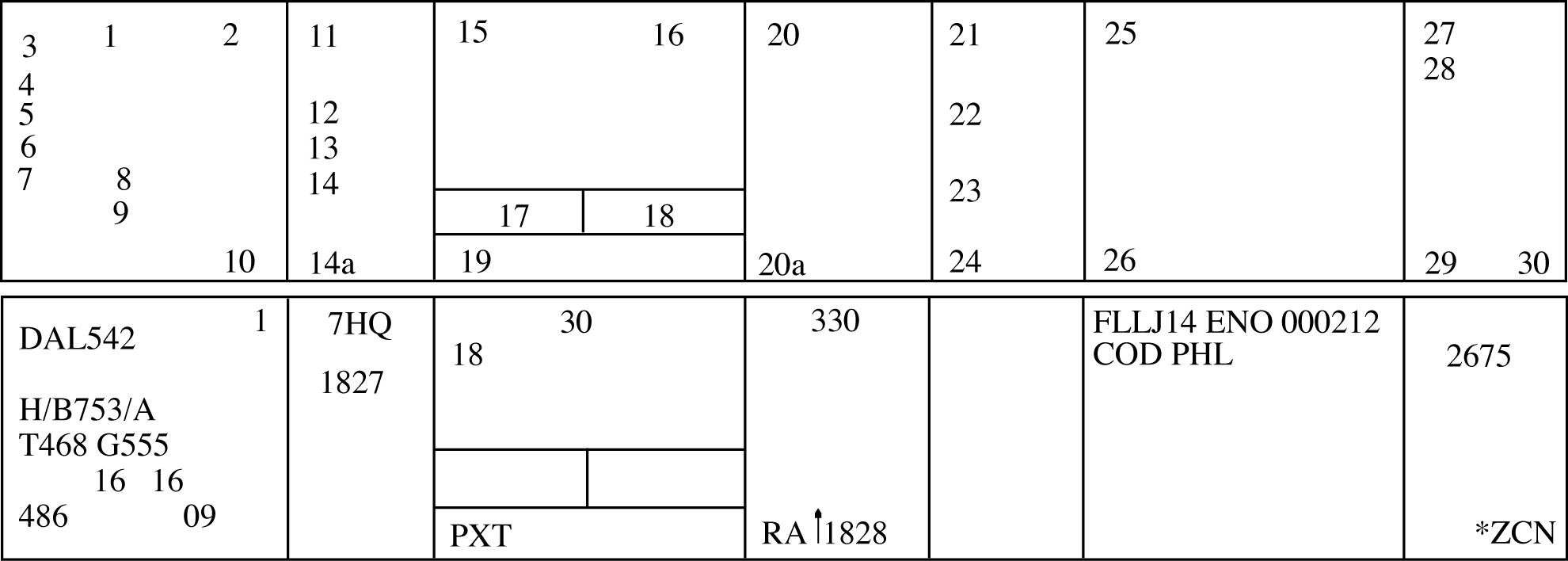
Beispiele für Kontrollstreifen

Kontrollstreifen (englisch Flight progress strips oder Strips, ugs. auch Flugstreifen) sind ein grundlegendes und wichtiges Hilfsmittel für Fluglotsen der Flugverkehrskontrolle. Sie enthalten die für den zuständigen Fluglotsen wichtigsten Informationen eines Fluges.
Kontrollstreifen sind schmale, längliche Papierstreifen, die bei Benutzung in eine Kunststoffhalterung (englisch strip bay) eingeklemmt werden. Für jedes Flugzeug, für das die entsprechende Flugverkehrskontrolle zuständig ist, existiert pro Flug mindestens ein solcher Kontrollstreifen. Verlässt ein Flugzeug einen Flugsektor, wodurch die Zuständigkeit der Flugsicherung von einem anderen Fluglotsen übernommen wird, wird der entsprechende Kontrollstreifen an diesen Fluglotsen weitergegeben. Befindet sich dieser verantwortliche Fluglotse in einer anderen Kontrollzentrale, werden die Flugdaten, die auf den Kontrollstreifen festgehalten sind, an den übernehmenden Fluglotsen übermittelt. In der Regel geschieht dieser Vorgang noch per Telefon oder Fax, wobei das Empfangsgerät direkt auf Kontrollstreifenpapier druckt. Modernere und sicherere Übertragungswege in digitaler Form befinden sich noch immer in der Entwicklung. Die Kontrollstreifen müssen mindestens drei Minuten vor Eintritt des Flugzeuges in den Sektor vorliegen; in der Regel werden die Kontrollstreifen jedoch etwa 20 Minuten vor Eintritt gedruckt. Somit kann jeder Fluglotse abschätzen, wann welches Flugzeug aus welcher Richtung in den Sektor des verantwortlichen Fluglotsen eintreten wird.
Die Kontrollstreifen werden für den Fluglotsen in ein so genanntes Streifenbild angeordnet, sodass für diesen immer ein schneller Überblick möglich ist. Die Kontrollstreifen erfüllen zwei wichtige Zwecke: Zum ersten kann der Fluglotse mit Hilfe dieses Streifenbildes bereits im Vorfeld den Verkehrsablauf planen. Des Weiteren werden auf den Kontrollstreifen alle erteilten Anweisungen an die Flugzeuge sofort handschriftlich festgehalten, damit eine spätere Analyse des Fluges möglich ist. Die Streifenbilder werden anhand der Radardaten bei jeder Veränderung der Flugdaten aktualisiert.
Auf den Kontrollstreifen sind wichtige Informationen sowie die Flugdaten notiert. Dazu zählen Daten wie Rufzeichen des Flugzeugs, Transpondercode, Flugzeugtyp, Abflugszeit und -ort sowie geplante Zieleinkunft und -ort, Fluggeschwindigkeit, Flugfläche (und die daraus resultierende Flughöhe), bekannte Überflugspunkte und deren Überflugszeiten sowie die Flugregeln, nach denen das Flugzeug fliegt (beispielsweise Sichtflug oder Instrumentenflug).
Aufgrund der technischen Möglichkeiten werden die handschriftlichen Kontrollstreifen bei der DFS zunehmend durch elektronische Systeme ersetzt. Hierbei werden Kontrollstreifen digitalisiert auf einem Touchscreen dargestellt und können per Eingabestift bearbeitet werden. Um auch bei einem eventuellen Ausfall wichtiger Systeme eine notdürftige Flugsicherung durchführen zu können, besteht weiterhin die Möglichkeit, Kontrollstreifen auszudrucken. Bei der Skyguide wurden 2013 die Kontrollstreifen in den ACCs in Zürich und Genf komplett durch ein elektronisches System ersetzt.